# وسوسه یک فرشته
وسوسهٔ یک فرشته (کره‌ای: 천사의 유혹; لاتین‌نویسی اصلاح‌شده: Cheonsaui Yuhok) یک مجموعهٔ تلویزیونی محصول اِس‌بی‌اِس کرهٔ جنوبی است. داستان این مجموعهٔ دربارهٔ مردی بی‌گناه به نام شین هیون وو است که خود را قربانی همسرش جو آه ران می‌بیند. که نزدیک بود او را بکشد. شین هیون وو قسم خورد انتقام خود را بگیرد و تحت عمل جراحی پلاستیک قرار گرفت تا ظاهر خود را تغییر دهد و هویت جدیدی به عنوان آن جائه سونگ با کمک یون جائه هی برای خود بدست آورد. این یک نسخهٔ با محوریت مردانه از سریال دیگری به نام وسوسه همسر (۲۰۰۸) است. به سو-بین و لی سو یئون کمتر از یک سال پس از پایان یافتن این سریال، در مجموعهٔ تلویزیونی افسانه دونگ‌یی (۲۰۱۰) دوباره با یکدیگر همبازی شدند.

## خلاصهٔ داستان
جو آه ران و شین هیون وو در یک هتل مجلل عروسی مفصلی دارند. شین هیون وو صمیمانه جو آه ران را دوست دارد، اما جو آه ران انگیزه های پنهانی برای ازدواج دارد. خانوادهٔ جو آه رانز توسط والدین شین هیون وو نابود شدند و به همین دلیل او در یک نقشه مخفیانه برای انتقام با شین هیون وو ازدواج می‌کند.
مدتی پس از ازدواج آنها، شین هیون وو درگیر یک تصادف وحشتناک رانندگی می‌شود و او را وارد کما می‌کند. هنگامی که شین هیون وو از کما بیدار می‌شود، از نقشه انتقام جو آه ران باخبر می‌شود و سپس برای انتقام شروع به اقدام می‌کند...

## بازیگران

### اصلی
- به سو-بین در نقش شین هیون وو (بعد از جراحی پلاستیک) - شوهر جو آه ران
  - هان سانگ جین در نقش شین هیون وو (قبل از جراحی پلاستیک) - شوهر جو آه ران
- لی سو یئون در نقش جو آه ران - همسر شین هیون وو
- جین تائه هیون در نقش نام جو سونگ - معشوقهٔ جو آه ران
- هونگ سو-هیون در نقش یون جائه هی/ جو کیونگ ران

### سایرین
- جونگ جیو-سو در نقش پدر جو آه ران
- کانگ یو-می در نقش کیم یئون-جائه
- پارک ها-یونگ در نقش جائه هی(جوان)
- هان جین-هی در نقش شین وو-سوب
- چا هوا-یئون در نقش جو کیونگ-هی
- کیم دونگ-کئون در نقش شین هیون-مین
- کیم هو-چانگ در نقش روزنامه‌نگار
- لی سول-گو در نقش وام دهنده
- سونگ چانگ-هون در نقش منشی کانگ
- سون هیون-جو
- چوی جی نا در نقش جونگ سانگ آه/جولی جونگ
- لی جونگ-هیوک در نقش جونگ سانگ مو
- لی می-یونگ در نقش خالهٔ یون جائه هی
- جونگ گیو سو در نقش عموی یون جائه هی
- آن نائه سانگ در نقش کارآگاه (قسمت ۱۵)
- اوه دائه-گیو در نقش شین هیون وو تقلبی(قسمت ۱۵)
- کیم سانگ او